# Brandsläckare

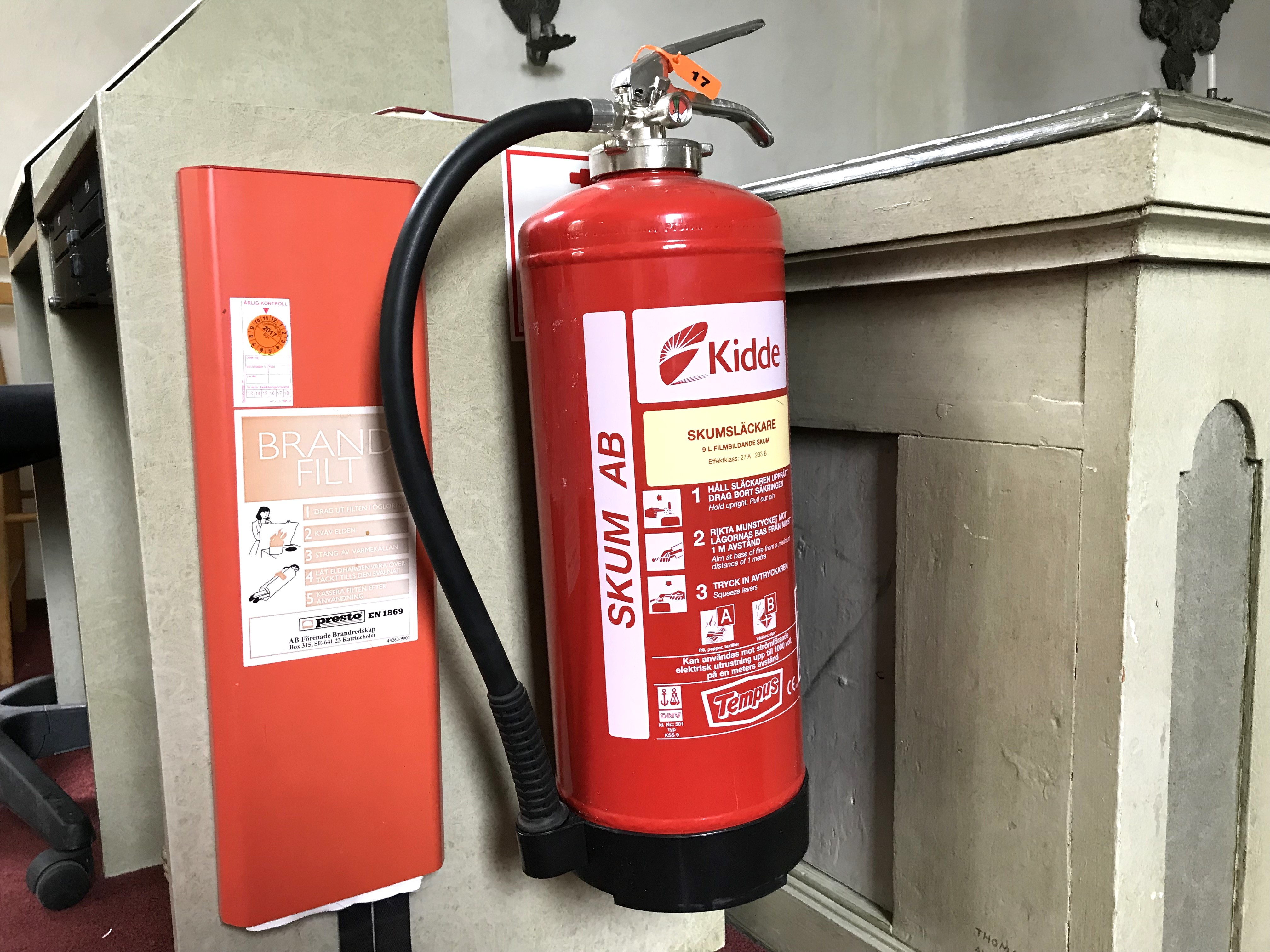
Skumsläckare samt brandfilt

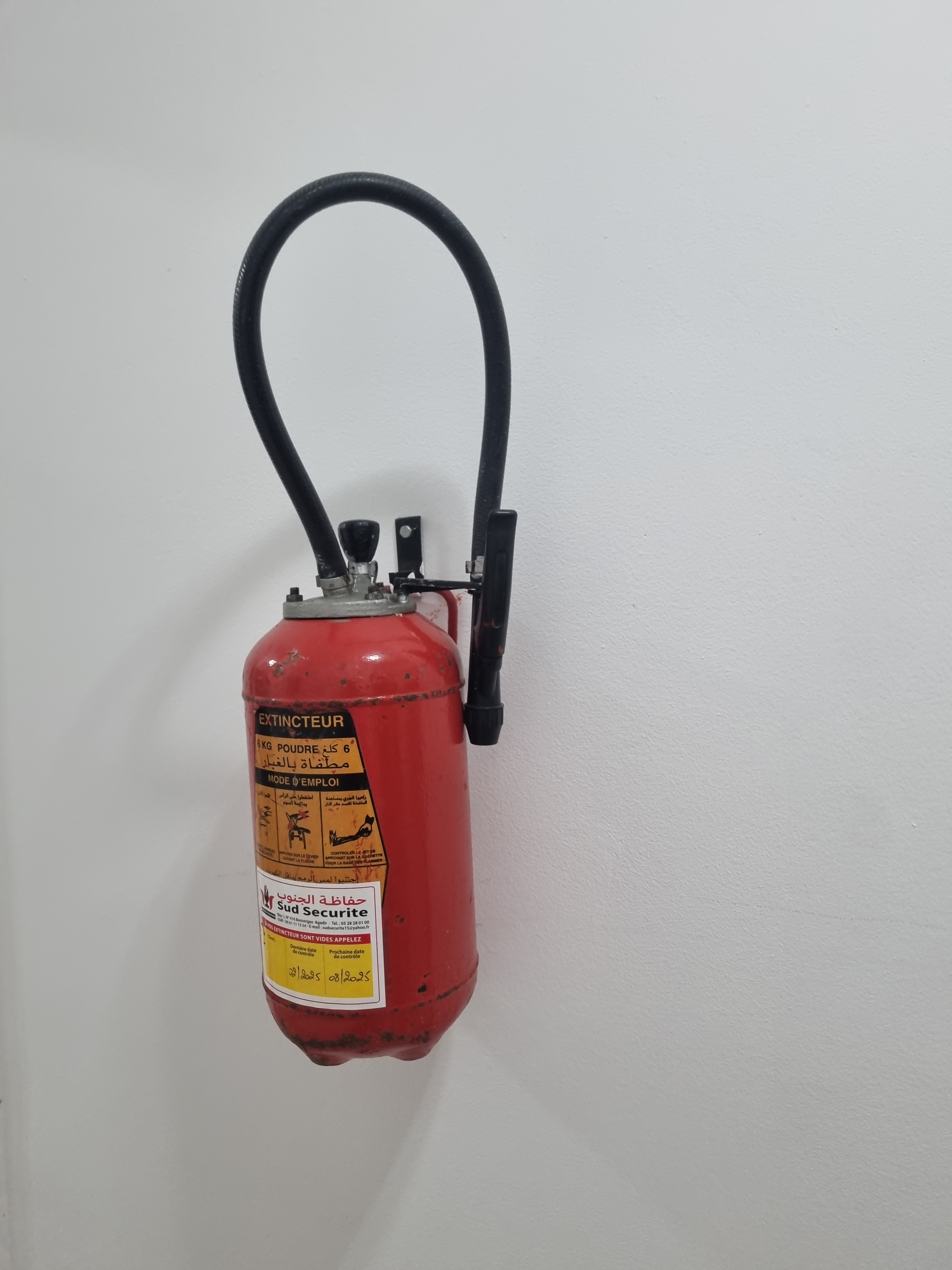
Pulversläckare

Brandsläckare (även kallad handbrandsläckare eller eldsläckare) förekommer i ett antal versioner, beroende på vad för slags brand den är avsedd för. Släckare finns i klass A (för fibrösa bränslen), B (vätskeformiga bränslen), C (gasformiga bränslen) och F (matfett och matolja). Det finns även en klass D (magnesium och andra metaller) även om den inte är reglerad i europanormen för brandsläckare. Tidigare har det funnits en klass E också, för elektriska apparater. Nu skall det i stället anges i klartext om släckaren kan användas mot elbränder. Utformningen är reglerad i en speciell Europanorm, EN3. Alla släckare skall vara godkända enligt denna norm. En sexkilos pulversläckare rekommenderas i hemmiljö av såväl myndigheter som försäkringsbolag. För mindre fordon är det tillräckligt med en tvåkilosmodell. I byggnader bör det finnas minst en brandsläckare på varje våningsplan.
Innan brandsläckare fanns använde man brandsprutor som trycksattes manuellt.

## Typer av brandsläckare

### Vattensläckare
Klass A. En vattensläckare sprutar vatten, ibland tillsammans med något ytspänningssänkande medel. Den fungerar egentligen bara tillfredsställande vid glödbränder i tyg, papper och fibermaterial. Den kan inte användas till bränder i samband med vätskor, gaser och elektronik.
Släckarens vattenstråle är ganska samlad och dropparna stora. Vattnet släcker därför genom att bränsleytorna kyls och upphör att avge brännbar gas. En nackdel med denna typ av släckare är att de kan frysa om de förvaras i kalla utrymmen. Enligt tidningen Gör det själv är däremot merparten vattensläckare frostsäkra ner till minus 30 grader Celsius.

### Skumsläckare
Klass AB. En skumsläckare fungerar på ett liknande sätt som en vattensläckare och kyler i huvudsak bränsleytorna. Den kan användas för samma ändamål som en klass A-släckare, men även till vätskor som olja och bensin. En vanlig pulversläckare ska inte användas till bränder i alkoholer. Man bör även vara aktsam vid bränder i elektronik, då bara nyare släckare klarar av det. Filmbildande skumvätska kan innehåller fluortensider (PFAS), som är giftigt för både för människa och miljö. Därför pågår arbete med fasa ut den typen. Skumvätskan bör inte spolas ut i avloppet eller i vattendrag.

### Pulversläckare
Klass ABC eller klass BC. Pulver är det mest effektiva släckmedlet räknat per vikt och är en vanlig brandsläckare inom privathushåll.
Pulversläckaren kyler branden genom tillförsel av något slags salt av en positiv natrium-, kalium- eller kalciumjon tillsammans med en negativ klorid-, (väte)fosfat-, (väte)karbonat- eller sulfatjon. Ett av de mer effektiva är exempelvis ammoniumfosfat. Som drivgas används oftast kvävgas eftersom det bidrar till släckningen genom att minska tillgången till syre. 
Pulversläckare kan släcka bränder i tyg, papper, fibermaterial, vätskor och elektronik. Nackdelen är att saneringsbehovet kan bli stort; pulversläckare smutsar ner och är tillsammans med fukt korrosivt, speciellt för elektronik. Men det ska vägas mot de omfattande saneringsbehov som uppstår av röken och sotet efter ett brandtillbud. Däremot finns det inga kända miljöaspekter mer än att pH-värdet ändras. En 6 kilos pulversläckare är rekommenderat att ha hemma. En 2 kilos pulversläckare är lämplig till t.ex. båten, bilen eller husvagnen. Pulversläckare som förvaras rätt och kontrolleras regelbundet kan användas i upp till 15 år. En brandsläckare som är använd vid brand ska alltid lämnas in för kontroll och återfyllning eller ersättas av en ny.

### Koldioxid-/kolsyresläckare
Klass B(E). En släckare med gas, effekten uppnås genom att gasen verkar som termisk barlast och sänker temperaturen i flammorna, gasen tränger även bort syre vilket kväver elden.  Den stora fördelen är renheten. Dessa är därför populära i känsliga elektroniska miljöer exempelvis datorsalar eller restaurangkök. Koldioxidsläckare brukar också användas i laboratorier.
Effektiviteten är dock låg per enhet påförd släckmedel och återantändningsskydd saknas. 

### Fettbrandsläckare
Klass F. En fettbrandsläckare är lämplig i storkök där stora mängder matfett och frityrolja hanteras. Släckmedlet består av en kaliumbaserad saltlösning som reagerar med fettet och bildar en tvålliknande hinna. Den minimerar även återantändningsrisken. Utseendemässigt skiljer sig fettbrandsläckaren genom en släcklans istället för en vanlig slang.

### Halonsläckare
Klass ABC. En halonsläckare innehåller Halon 1211 (bromdifluorklormetan (CBrClF2)) och används (reglerat i lag)  uteslutande inom flyget och Försvarsmakten. Den främsta anledningen till begränsning är att medlet bryter ner ozonlagret. Halon har en mycket hög släckeffekt och skadar heller inte elektrisk utrustning, enär medlet är gasformigt och inte lämnar några rester.
Tidigare förekom i försvarets motorfordon behållare om någon liter, som innehöll trikloretylen. Vid brand i motorutrymmet skvätte man helt enkelt lite vätska över det som brann. Det var billigt och fungerade ganska bra, men är vådligt för både hälsa och miljö, varför detta slags släckare utfasades under slutet av 1900-talet.

### Aerosolsläckare
Aerosolsläckare eller släcksprejer är små brandsläckare, ofta i storlek som en sprejflaska.  De använder finfördelat pulver som släckmedel. De har låg släckningseffekt och lämpar sig inte som enda brandsläckare.  Denna typ är inte effektivitetsklassad.

### PGA
Pyroteknisk genererade aerosoler (PGA) är mycket små partiklar som bildas genom att släckmedel, som framför allt består av ett fint pulver (kaliumförening), förångas i en generator. De heta ångorna passerar ett kylmedel som sänker ångans temperatur, vilken därefter kondenseras och en aerosol med små partiklar bildas. Tre huvudsakliga släckmekanismer beskriver de små partiklarnas släckverkan. 
• I samband med att partiklarna bryts ned absorberas värme (termisk mekanism)
• Fria radikaler återbildas genom heterogent katalyserade reaktioner på partiklarnas yta (kemisk verkan)
• De produkter som bildats vid förbränningen av den aerosolbildande blandningen har en inerterande effekt.
De två förstnämnda mekanismerna sker på partikelns yta och släckeffekten bestäms av partiklarnas totala yta. En större total yta innebär bättre släckeffekt.
Fördelar med PGA är att det inte krävs trycksatta behållare, rör, ventiler och munstycken för distribution av släckmedel. 
Dessutom är släckeffektiviteten per viktenhet hög, ungefär 3-10 gånger mer effektivt än Halon.

## Effektivitetsklassning
Brandsläckare klassas efter hur stor brand av olika typer de kan släcka. För bränder i gas och metall saknas klassning av effektivitet eftersom det inte är möjligt att skapa ett representativt provbål. I Sverige och andra länder som använder samma EU-standard används som exempel ett provbål av staplade trästavar för klassning av A-släckare. Bålet är 5 gånger 5 decimeter i bredd och höjd, medan längden i decimeter motsvarar effektivitetsklassen. En släckare i effektivitetsklass 34A släcker alltså ett provbål som är 3,4 meter långt.

## REMP
REMP-värde eller Required Extinguishing Media Portion är ett mått på hur många gram släckmedel per sekund som behövs för släckning per gram bränsle som brinner per sekund.
Detta används ofta istället för att räkna med liter släckmedel per kvadratmeter och minut vid släckning av brand.
REMP-värde 2 innebär att om 1 gram bränsle brinner av per sekund, så släcks branden av 2 gram släckmedel per sekund vid effektiv påföring. Ju lägre REMP-värde desto effektivare är släckmedlet.
| Släckmedel | REMP-värde |
| ---------- | ---------- |
| Pulver     | 1-4        |
| Vatten     | 2-40       |
| Inertgaser | 10-12      |
| Haloner    | 4-5        |

(Observera att vattnets släckningskapacitet varierar kraftig med droppstorleken, ju mindre droppar desto större effekt).